# Friesea quinquespinosa
Friesea quinquespinosa is een springstaartensoort uit de familie van de Neanuridae. De wetenschappelijke naam van de soort is voor het eerst geldig gepubliceerd in 1900 door Wahlgren.